# Uppsala fabriks- och hantverksförening

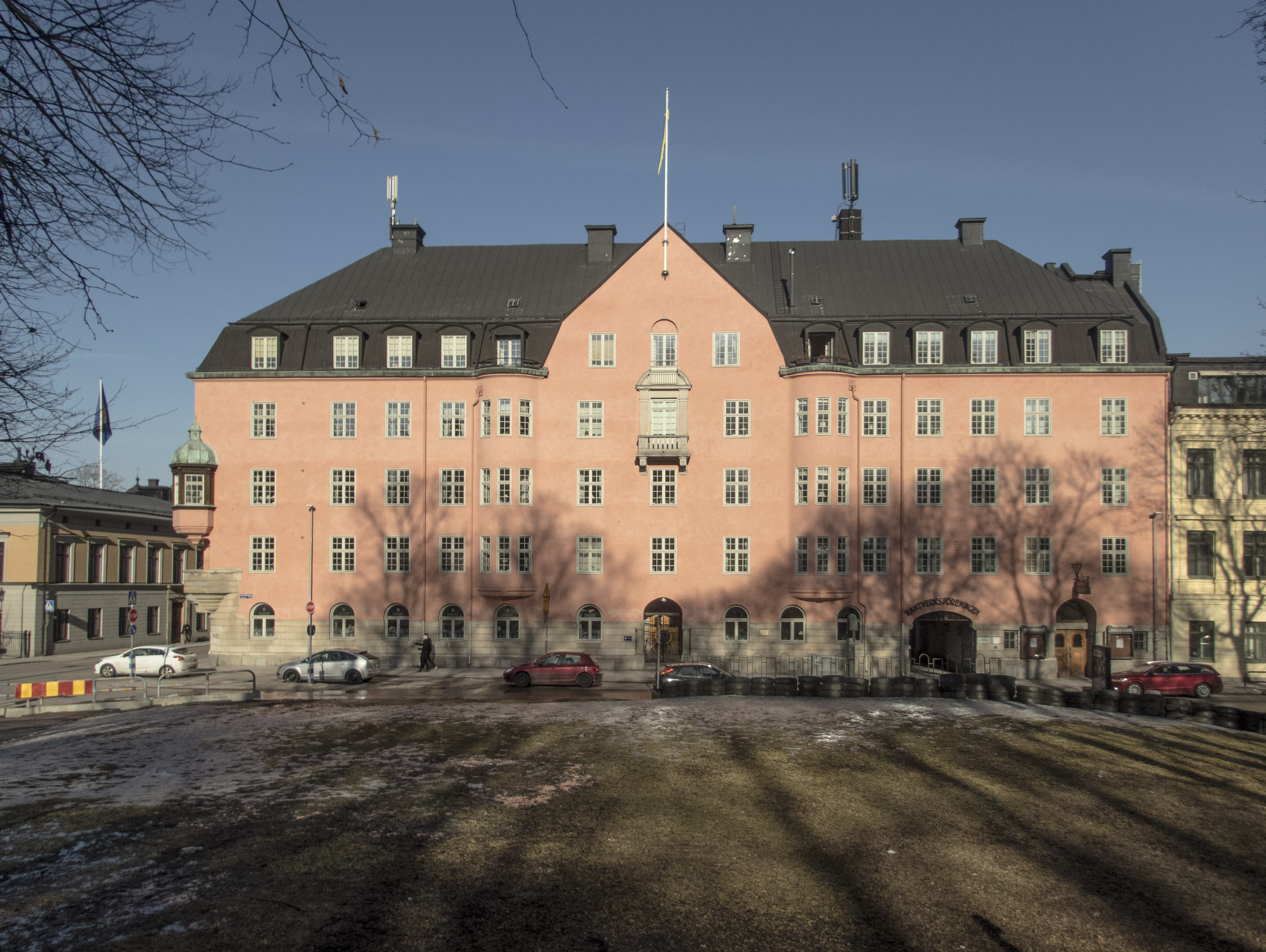
Hantverksföreningens hus.

Uppsala fabriks- och hantverksförening är en hantverksförening i Uppsala grundad 1847 och ersatte då skråväsendet i staden. Idag är föreningen en sammanslutning av hantverkare och företagare med syfte att främja medlemmarnas intressen genom att stödja och samarbeta med näringslivet och lokala intresseorganisationer, främja företags- och yrkesutbildning, samt att verka för god samvaro mellan medlemmarna.
Föreningens hus på Nedre slottsgatan ritades av Victor Holmgren och stod färdigt 1915. Det rymmer bostäder, föreningslokaler samt Slottsbiografen som även är föreningens högtidssal.